# Cyclopes xinguensis
Cyclopes xinguensis — вид ссавців родини Cyclopedidae. Це ендемік Бразилії. Він має добре виражену спинну смугу та слабку неправильну черевну смугу. Шерсть на спині сіра, круп жовтий, а живіт блідо-жовтий. Його видова назва, xinguensis, латиною означає «Xingu».